# 8e Legerkorps (Wehrmacht)
Duitse 8e Legerkorps (Duits: 8. Armeekorps) was een Duits legerkorps van de Wehrmacht tijdens de Tweede Wereldoorlog.

## Krijgsgeschiedenis
Het 8e legerkorps werd gevormd in oktober 1934 uit de Reichswehr. Het korps nam deel aan de bezetting van Sudetenland in maart 1938 en de inval in Tsjecho-Slowakije in mei 1939.

### Poolse campagne
Tijdens de aanval op Polen vormde het 8ste korps de linkervleugel van het 14e Leger. Bestaande uit één pantserdivisie, drie infanteriedivisies en het gemotoriseerde SS-regiment Germania was dit korps het sterkste onderdeel van het 14e Leger. Op 1 september 1939 staken de divisies ten zuiden van Gleiwitz de grens over, braken door de Poolse verdediging ten zuiden van Katowice en bereikten Debica. Het korps trok verder naar het oosten, stak de San over en zwenkte naar het noordoosten om de Poolse troepen bij Zamosc te omsingelen. Nabij Tomaszów Lubelski kwam het tot hevige gevechten, toen Poolse troepen naar het zuiden probeerden uit te breken. Het korps hield stand en op 26 september capituleerden de Polen.

### Aanval op de Lage Landen
Na de Poolse Veldtocht verplaatste het korps zich naar de Eifel. Tijdens de inval in België vormden de vier infanteriedivisies van het 8e Korps de noordelijke vleugel van het 4e Leger. Ze rukten op in het spoor van het 15e Gemotoriseerde Korps. Ze staken de Maas over ten zuiden van Namen, volgden de tanks naar het westen en vochten bij Arras en de Leie tegen Britse eenheden. Bij het begin van de Slag om Frankrijk vormde het korps de reserve van Legergroep B, maar het werd niet ingezet. Na de capitulatie werd het korps nabij Le Havre gelegerd. Als deel van het 9e Leger zou het korps deelnemen aan de invasie van Engeland. Na de annulatie van operatie Seelöwe werd het korps samen met de rest van het 9de leger in mei 1941 naar Oost-Pruisen verplaatst.

### Operatie Barbarossa
Tijdens Operatie Barbarossa, de inval in de Sovjet-Unie, telde het 8ste korps drie infanteriedivisies. Op 22 juni 1941 stak het korps de Memel over, veroverde Grodno en vormde de noordelijke arm van de omsingeling bij Minsk. Bij Smolensk viel het korps de westelijke rand van de omsingeling aan en het kwam tot hevige gevechten. De omsingelde Sovjets boden zware weerstand en de Duitsers moesten dorp na dorp veroveren. Na de capitulatie van de omsingelde Sovjetlegers hergroepeerden de divisies zich ten noorden van Smolensk, waar ze in augustus een tegenaanval afsloegen. Daarna nam het korps deel aan de slag bij Vzjama, maar in november 1941 werd het 8ste korps uit de frontlijn teruggetrokken. Het werd overgeplaatst als bezettingsmacht naar Frankrijk.
In maart 1942 werd het 8e Korps, bestaande uit drie divisies, terug naar het oostfront verplaatst. Het korps kwam onder bevel van het 6e Leger. Tijdens de Tweede Slag om Charkov verdedigde het korps de zuidelijke toegangswegen naar de stad. Nadat het Sovjetoffensief was afgeslagen, lanceerde het 6e Leger zijn offensief in de richting van Stalingrad. In november 1942 bevond het korps zich in de Don-bocht en verdedigde de linkerflank van het 6e Leger. Tijdens de Slag om Stalingrad werd het korps omsingeld en vernietigd.
In maart 1943 werd zuidelijk van Staraja Roessa de daar als deel van het 10e Legerkorps opererende Gruppe Höhne omgedoopt in Korps z.b.V. Höhne (Generalkommando z.b.V. Höhne). Op 20 juli 1943 werd de naam veranderd in 8e Korps. Het bleef een deel van het 16e Leger. Tijdens het Leningrad-Novgorod offensief was het korps gedwongen om zich terug te trekken naar stellingen ten noorden van Pusthoska. Op 3 maart 1944 ging het 6de gardeleger in de aanval. Gedurende zes dagen hielden de Duitsers stand, maar op 9 maart begon de terugtocht. Het hoofdkwartier van het korps werd vervolgens verplaatst naar het 2e Leger, waar het verantwoordelijk werd voor de verdediging van de zuidelijke toegangsweg naar Brest.
Voor de verdediging van de frontlijn tussen Samary, aan de rand van Pripjat moerassen, en Dubecne, aan de Westelijke Boeg, kreeg het de beschikking over de 211e Infanteriedivisie, de 5e Lichte Divisie de en de 12e Hongaarse Divisie. Na de start van operatie Bagration werd het korps overgedragen naar het 4de pantserleger. Op 18 juli begon het Lublin-Brest offensief van het 1e Wit-Russische Front. Twee legers vielen de posities van het 8e Korps aan. De Hongaren sloegen op de vlucht en de Duitse verdedigers werden onder de voet gelopen. Het korps beschikte niet over reserves om de bres te dichten. De verbinding tussen het 2de leger en 4de pantserleger werd verbroken. Op 28 juli viel Brest in handen van de Sovjets.
In november 1944 lag het korps ten zuiden van Warschau. De drie verzwakte divisies vormden het centrum van het 9e Leger en ze moesten verhinderen dat de Sovjet uit het bruggenhoofd van Magnuszew braken. Op 14 januari begon het Weichsel-Oderoffensief. Reeds op de eerste dag van de aanval stortte de Duitse verdediging ineen. De eenheden van het korps vluchtten naar het westen en uiteindelijk hergroepeerden ze zich rond Oppeln, ten zuiden van Breslau. In februari 1945 lanceerden de Sovjets het Neder-Silezische offensief en verdreven de Duitsers. In maart 1945 stabiliseerde het front zich op de linkeroever van de Neisse.
Op 8 mei 1945 capituleerde het 8e Korps ten oosten van Praag.

## Commandanten
| Rang                    | Naam                 | Begin             | Eind             |
| ----------------------- | -------------------- | ----------------- | ---------------- |
| Generaal der Cavalerie  | Ewald von Kleist     | 21 mei 1935       | 3 februari 1938  |
| Generaal der Infanterie | Ernst Busch          | 4 februari 1938   | 25 oktober 1939  |
| Generaal der Infanterie | Walter Heitz         | 26 oktober 1939   | 31 januari 1943  |
|                         |                      |                   |                  |
| Generaal der Infanterie | Gustav Höhne         | 20 juli 1943      | 30 maart 1944    |
| Luitenant-generaal      | Johannes Block       | 1 april 1944      | 14 april 1944    |
| Luitenant-generaal      | Ernst Schlemmer      | 15 april 1944     | 11 mei 1944      |
| Generaal der Infanterie | Gustav Höhne         | 12 mei 1944       | 9 september 1944 |
| Generaal der Artillerie | Walter Hartmann      | 10 september 1944 | 19 maart 1945    |
| Generaal der Infanterie | Friedrich Wiese      | 20 maart 1945     | 18 april 1945    |
| Generaal der Artillerie | Horst von Mellenthin | 19 april 1945     | 8 mei 1945       |

Gedurende het ziekteverlof van generaal Gustav Höhne voerden luitenant-generaal Johannes Block en daarna luitenant-generaal Ernst Schlemmer tijdelijk het bevel.

## Stafchefs van het 8e Legerkorps
| Rang                                             | Naam                     | Begin             | Eind             | Opmerking |
| ------------------------------------------------ | ------------------------ | ----------------- | ---------------- | --- |
| Oberst i.G.                                      | Curt Bernard             | 15 maart 1935     | 15 oktober 1935  | |
| Generalmajor                                     | Erich Marcks             | 15 oktober 1935   | 5 november 1939  | |
| Oberst i.G.                                      | Bernhard Steinmetz       | 5 november 1939   | 1 november 1942  | |
| Oberstleutnant i.G.                              | Ulrich                   | 1 november 1942   | 10 december 1942 | |
| Oberst i.G.                                      | Friedrich Schildknecht   | 10 december 1942  | Januari 1943     | |
| Oberst i.G.                                      | Eberhardt von Schönfeldt | 12 september 1943 | September 1944   | |
| Oberst i.G.                                      | Hans-Adolf von Blumröder | 20 september 1944 | Mei 1945         | |
| SS-Brigadeführer en Generalmajor in de Waffen-SS | Berthold Maack           | April 1945        | 8 mei 1945       | mit der Wahrnehmung der Geschäfte beauftragt (m.d.W.d.G.b.) (vrije vertaling: met de waarneming van de functie belast) |